# Ruggero Mortimer, II conte di March
Ruggero Mortimer (1328 circa – Rouvray, 2 febbraio 1360) fu il quarto barone di Wigmore, dal 1342, il 2º Conte di March dal 1355 e connestabile dell'esercito inglese di invasione della Francia dal 1359 fino alla morte.

## Origine
Era il figlio di Edmondo Mortimer (1301-1331) e di Elizabeth de Badlesmere (1313-1356). Ruggero Mortimer, I conte di March (1287-1330), era suo nonno paterno.

## Biografia
Alla nascita, Ruggero apparteneva alla famiglia più potente del regno, suo nonno Ruggero Mortimer era l'uomo più ricco del regno, era l'amante della regina madre, Isabella di Francia e soprattutto governava incontrastato l'Inghilterra, in nome del re Edoardo III. Ma, tra ottobre e novembre di due anni dopo, nel 1330, il nonno venne arrestato, accusato di tradimento e, prima di essere giustiziato per impiccagione, venne destituito di tutte le cariche e i titoli che aveva, per cui il piccolo Ruggero e tutta la sua famiglia venne a trovarsi in una situazione di profondo disagio.
L'anno seguente Ruggero rimase orfano del padre, per cui le sue prospettive per il futuro furono ancora più incerte.
Nel 1342 a Ruggero venne restituita la contea di Radnor (parte della contea di Powys, nel Galles) e, nel 1343, la contea originaria di famiglia di Wigmore, al confine con il Galles nell'Herefordshire.
Ruggero prese parte alle campagne militari di Edoardo III in Francia e, nell'agosto del 1346, prese parte alla battaglia di Crécy. Proseguì a combattere in Francia per tutto il 1347. Dopo essere tornato in Inghilterra fu convocato per il parlamento del 1348, in qualità di barone.
Ruggero fu tra i primi a essere ammesso nell'Ordine della Giarrettiera e, nel 1354, a seguito della revisione della sentenza di condanna di suo nonno per tradimento, fu reinvestito del titolo di conte di March, divenendo così il secondo conte dopo suo nonno.
Nel 1355, ottenuti diversi altri onori, seguì Edoardo III nella spedizione militare contro la Francia.
Alla morte della nonna Giovanna, Baronessa di Geneville (1286-1356), che era stata moglie di Ruggero Mortimer, Ruggero ereditò diversi titoli e territori, ripristinando la contea di March, come ai tempi del nonno.
In quegli anni fu nominato governatore di diversi castelli tra cui quello di Dover e di Warden, nel sud-est, di Montgomery, nel Powys, di Bridgnorth nello Shropshire e di Corfe nel Dorset. Nel 1359 Ruggero fu nuovamente al seguito di Edoardo III in una nuova invasione della Francia, come connestabile, partecipando al fallito assedio di Reims e alla conquista di Auxerre.
Ruggero morì improvvisamente, a febbraio del 1360, a Rouvray, vicino a Avallon, in Borgogna, dove l'esercito inglese aveva posto il suo campo invernale.

## Matrimonio e figli
Ruggero sposò Filippa Montacute, figlia di William Montacute, 1º conte di Salisbury, da cui ebbe tre figli:
- Roger Mortimer, che morì giovane;
- Edmondo Mortimer, III conte di March (1352-1381);
- Margery Mortimer, che sposò John Touchet, "Lord Audley".